# منطقه پونو
منطقه پونو (به اسپانیایی: Puno Region) یک منطقه در پرو است.
مساحت این منطقه  ۶۶۹۹۷ کیلومتر مربع و جمعیت آن ۱۳۶۴۳۶۲ نفر است.